# Ava Vincent
Ava Vincent (nascida em 29 de setembro de 1975), anteriormente conhecida como Jewel Valmont, é uma ex-atriz pornográfica norte-americana. Iniciou sua carreira na indústria de filmes adultos em 1998, aos 23 anos de idade.

## Biografia
Após se formar no ensino médio em Mantece, Califórnia, trabalhou como gerente em uma livraria para adultos chamado de Suzy, em Stockton, na Califórnia, antes de ingressar na indústria adulta.
Vincent tem filmado cerca de 300 filmes pornôs e ganhou três prêmios AVN.
Seu primeiro filme foi feito sob o nome artístico Jewel Valmont, para o diretor Seymore Butts, em 1998. Começou suas performances com o cabelo castanho natural, mais tarde mudou para loiro em 2000.
Vincent apareceu na capa da Penthouse em agosto de 2001 e foi eleita a Pet do Mês.

## Vida pessoal
Vincent casou-se com o ator pornô John Decker, em Las Vegas, em 2 de julho de 2001.

## Filmografia parcial
| Ano  | Título                               | Papel      | Notas                        |
| ---- | ------------------------------------ | ---------- | ---------------------------- |
| 1999 | Barefoot Confidential 7: Arch Angels |            |                              |
| 1999 | The Violation of Jewel Valmont       |            | Creditada como Jewel Valmont |
| 2001 | Taboo 2001: A Sex Odyssey            | Crime Girl |                              |
| 2005 | Lovers Lane                          | Allison    |                              |

## Prêmios e indicações
| Ano  | Cerimônia  | Resultado | Prêmio                                                                                        | Trabalho                      |
| ---- | ---------- | --------- | --------------------------------------------------------------------------------------------- | ----------------------------- |
| 2000 | AVN Award  | Indicada  | Best Group Sex Scene, Vídeo (com Jessica Darlin & T.T. Boy)                                   | Asswoman: The Rebirth         |
| 2001 | AVN Award  | Indicada  | Female Performer of the Year                                                                  | —                             |
| 2001 | AVN Award  | Indicada  | Best Actress – Film                                                                           | Les Vampyres                  |
| 2001 | AVN Award  | Venceu    | Best All-Girl Sex Scene - Filme (com Syren)                                                   | Les Vampyres                  |
| 2001 | AVN Award  | Indicada  | Best Couples Sex Scene- Filme (com Joel Lawrence)                                             | Les Vampyres                  |
| 2001 | AVN Award  | Indicada  | Best Actress - Video                                                                          | Perfectly Flawless            |
| 2001 | AVN Award  | Indicada  | Best Supporting Actress - Filme                                                               | Adrenaline                    |
| 2001 | AVN Award  | Indicada  | Best All-Girl Sex Scene - Filme (com Katja Kean)                                              | Virtuoso                      |
| 2001 | AVN Award  | Indicada  | Best Solo Sex Scene                                                                           | Ooze                          |
| 2001 | XRCO Award | Indicada  | Female Performer of the Year                                                                  | —                             |
| 2001 | XRCO Award | Venceu    | Best Girl-Girl Sex Scene (com Syren)                                                          | Les Vampyres                  |
| 2002 | AVN Award  | Indicada  | Female Performer of the Year                                                                  | —                             |
| 2002 | AVN Award  | Indicada  | Best Actress - Film                                                                           | Underworld                    |
| 2002 | AVN Award  | Indicada  | Best Couples Sex Scene - Filme (com Chris Cannon)                                             | Underworld                    |
| 2002 | AVN Award  | Venceu    | Best Supporting Actress - Vídeo                                                               | Succubus                      |
| 2002 | AVN Award  | Venceu    | Best Group Sex Scene - Vídeo (com Bridgette Kerkove, Nikita Denise, Herschel Savage & Trevor) | Succubus                      |
| 2002 | AVN Award  | Indicada  | Best Couples Sex Scene - Vídeo (com Randy Spears)                                             | Cap'n Mongo's Porno Playhouse |
| 2002 | AVN Award  | Indicada  | Best Couples Sex Scene - Filme (com John Decker)                                              | Bad Wives 2                   |
| 2002 | AVN Award  | Indicada  | Best Group Sex Scene - Filme (com Cassidey & John Decker)                                     | Believe It or Not             |
| 2002 | AVN Award  | Indicada  | Best All-Girl Sex Scene - Filme (com Jessica Drake)                                           | Beast                         |
| 2002 | XRCO Award | Indicada  | Best Girl-Girl Sex Scene (com Jessica Drake)                                                  | Beast                         |
| 2003 | AVN Award  | Indicada  | Best Actress – Video                                                                          | Heartbreaker                  |
| 2003 | AVN Award  | Indicada  | Best All-Girl Sex Scene – Filme (com Nikita Denise, Holly Hollywood & Syren)                  | Les Vampyres 2                |
| 2003 | AVN Award  | Indicada  | Best Group Sex Scene – Filme (com Syren & Joel Lawrence)                                      | Les Vampyres 2                |
| 2004 | AVN Award  | Indicada  | Best Supporting Actress – Filme                                                               | Heart of Darkness             |
| 2004 | AVN Award  | Indicada  | Best Oral Sex Scene – Filme (com Avy Scott & Kurt Lockwood)                                   | Compulsion                    |
| 2005 | AVN Award  | Venceu    | Most Outrageous Sex Scene (com Chloe & Randy Spears)                                          | Misty Beethoven: The Musical  |
| 2005 | CAVR Award | Venceu    | Behind the Scenes (com Dillan Lauren)                                                         | —                             |
| 2007 | AVN Award  | Indicada  | Best Actress – Filme                                                                          | Fade to Black 2               |
| 2007 | AVN Award  | Indicada  | Best All-Girl Sex Scene – Filme (com Lexie Marie)                                             | Fade to Black 2               |